# Fermentazione malolattica

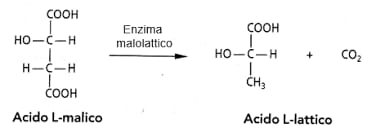
Trasformazione dell'acido malico in acido lattico.

La fermentazione malolattica è un evento fermentativo caratteristico, successivo alla fermentazione alcolica, che porta il vino a maturazione.
I batteri lattici, a causa del rialzo termico che solitamente si viene a creare in primavera, innescano la fermentazione malolattica nel vino. 
Nella fermentazione malolattica, l'acido malico, presente nell'uva, viene trasformato in acido lattico e anidride carbonica.
Affinché questo tipo di fermentazione abbia inizio, sono necessarie le seguenti condizioni:
- pH del vino non eccessivamente basso, quindi vini non eccessivamente acidi;
- limitata concentrazione di anidride solforosa;
- alcol etilico inferiore a 15%.
- temperatura tra i 18° e i 20°

Durante la malolattica, nel vino l'acido malico, il più aspro, si trasforma in acido lattico, acido più debole del malico, che è percepito come più delicato e meno acre. La fermentazione malolattica permette generalmente di ottenere un vino più morbido ed equilibrato, maggiormente persistente, più ricco di corpo (per via della concentrazione dei polisaccaridi) e con profumi più fini. I toni erbacei divengono meno marcati e si accentuano le sfumature di noce, vaniglia, spezie, cuoio e tostature.
Per tradizione è più gradita per i vini rossi ma attualmente è stata introdotta anche nei vini bianchi importanti, dotati di grande morbidezza. Non viene eseguita nei vini bianchi di pronta beva, che fondano le loro caratteristiche sull'acidità.
Per svolgere la fermentazione malolattica ci si può affidare ai batteri naturalmente presenti nel mosto e riattivati dalla variazione delle condizioni di conservazione, oppure si può ricorrere ad inoculi di ceppi batterici selezionati (appartenenti ai generi Oenococcus o Lactobacillus).

## Meccanismo biologico ed effetti sul vino
La fermentazione malolattica interviene naturalmente dopo la fermentazione alcolica, una volta che sono stati consumati tutti gli zuccheri ad opera dei lieviti. Attualmente molte cantine fanno avvenire la fermentazione alcolica e malolattica contemporaneamente per ragioni pratiche di efficienza. 
Causa una forte diminuzione dell'anidride carbonica presente con un leggero aumento dell'acidità volatile del vino.
Questo processo permette di rendere sostanzialmente più uniforme la qualità di un vino da un anno all'altro poiché i batteri fanno diminuire l'acidità negli anni in cui questa è in eccesso, ad esempio nelle uve, come può accadere ad effetto della fase finale della maturazione.
Il consumo di 1 g/L d'acido malico fa diminuire l'acidità totale di  0,4 g/LH2SO4.
| Acidità          | Prima (g/LH2SO4) | Dopo (g/LH2SO4) |
| ---------------- | ---------------- | --------------- |
| Acido malico     | 3,2              | 0,5             |
| Acido lattico    | 0,12             | 1,8             |
| Acidità totale   | 4,9              | 3,8             |
| Acidità volatile | 0,21             | 0,28            |
| Acidità fissa    | 4,7              | 3,6             |

La successiva fermentazione dell'acido citrico e degli zuccheri pentosi fa aumentare ulteriormente l'acidità volatile. Questo avviene soprattutto alla fine della fermentazione malolattica, ed è facilitata dalla elevazione del pH.
Una volta che la fermentazione malolattica è terminata, i batteri possono anche attaccare l'acido tartarico, il glicerolo, o gli zuccheri pentosi ecc., e far comparire alcuni difetti nel vino. Per evitarli, occorre eliminare i batteri attraverso:
- pastorizzazione
- solfitazione
- microfiltrazione
- aggiunta di lisozima, di acido fumarico o di nisina

L'eliminazione dell'acido malico dal vino permette di evitare la fermentazione da parte degli altri batteri dopo l'imbottigliamento.
Il processo di fermentazione malolattica causa lo sviluppo di aromi lattati/burrati; in effetti, tra i prodotti secondari formati si trova il diacetile che arricchisce l'aroma del vino di un odore di burro piuttosto gradevole. Sopra i 4 mg/L questo aroma diviene dominante e spiacevole, che ricorda il burro rancido.
L'equazione che descrive la fermentazione malolattica, corrispondente alla trasformazione dell'acido malico in acido lattico, è la seguente:

## Esempi
- Nei vini Chardonnay gli accenni di banana vengono attenuati da aperture di agrumi e caramello;
- Nei Cabernet le sensazioni vegetali si alleggeriscono a vantaggio delle note di ribes, lampone e pepe nero.